# Resolution 392 des UN-Sicherheitsrates
Die Resolution 392 des Sicherheitsrates der Vereinten Nationen wurde am 19. Juni 1976 als Reaktion auf die zunehmende Gewalt des Apartheidregimes in der Republik Südafrika verabschiedet, insbesondere in Bezug auf die Tötungen und die Unterdrückung afrikanischer Demonstranten, darunter auch Schüler, in Soweto. Die Resolution verurteilte den Einsatz von Gewalt durch die südafrikanische Regierung und forderte ein Ende der Apartheid und der Rassendiskriminierung. Sie drückte zudem Solidarität mit den Opfern aus und erkannte den legitimen Kampf des südafrikanischen Volkes um Gleichberechtigung an.

## Hintergrund
Der Aufstand in Soweto, der am 16. Juni 1976 begann, war eine von Schülern angeführte Protestbewegung gegen die Entscheidung der Apartheidregierung, Afrikaans als Unterrichtssprache in Schulen durchzusetzen. Die Proteste weiteten sich schnell zu landesweiten Demonstrationen gegen die Apartheid aus. Die südafrikanischen Sicherheitskräfte reagierten mit brutaler Gewalt, was zu Hunderten von Todesfällen und Verletzten führte, darunter zahlreiche Schulkinder.
Die internationale Reaktion auf die Massaker war schnell und verurteilend. Die Tötungen erregten weltweit Aufsehen, besonders bei den Vereinten Nationen, wo afrikanische und blockfreie Staaten auf eine rasche Antwort der internationalen Gemeinschaft drängten.
Am 18. Juni 1976 brachten die Vertreter von Benin, der Libyschen Arabischen Republik (Libyen) und der Vereinigten Republik Tansania, im Namen der Afrikanischen Gruppe bei den Vereinten Nationen, das Thema offiziell vor den Sicherheitsrat. Ihre Eingabe umfasste ein Schreiben und ein Telegramm des Präsidenten von Madagaskar, in dem die Besorgnis über die Tötungen in Soweto und anderen Gebieten Südafrikas zum Ausdruck gebracht wurde.

## Inhalt
Die Resolution 392 des Sicherheitsrates beschäftigte sich mit der gewaltsamen Repression durch das Apartheidregime. Der Rat zeigte sich zutiefst schockiert und verurteilte die großflächigen Tötungen und Verwundungen von afrikanischen Demonstranten, insbesondere von Schülern. Die Resolution erkannte die systematische Gewalt als Folge der Apartheidpolitik an, die weiterhin internationalem Druck trotzte und die Resolutionen des Sicherheitsrates und der Generalversammlung ignorierte.
Die wichtigsten Punkte der Resolution sind:
1. Scharfe Verurteilung der südafrikanischen Regierung: Der Sicherheitsrat verurteilte den massiven Einsatz von Gewalt durch das Apartheidregime, insbesondere gegen afrikanische Kinder, Schüler und andere Demonstranten.
2. Mitgefühl für die Opfer: Die Resolution drückte tiefes Mitgefühl mit den Opfern der gewaltsamen Unterdrückung aus.
3. Apartheid als Verbrechen: Der Rat bekräftigte, dass die Apartheid nicht nur eine Verletzung der Menschenwürde, sondern auch eine ernsthafte Bedrohung für den internationalen Frieden und die Sicherheit darstelle.
4. Anerkennung des Kampfes gegen die Apartheid: Die Resolution erkannte den legitimen Kampf des südafrikanischen Volkes zur Beseitigung der Apartheid und der Rassendiskriminierung an.
5. Aufforderung zur Beendigung der Gewalt und der Apartheid: Der Sicherheitsrat forderte die südafrikanische Regierung auf, unverzüglich die Gewalt gegen afrikanische Demonstranten zu beenden und dringend Maßnahmen zur Abschaffung der Apartheid zu ergreifen.
6. Fortlaufende Befassung: Der Rat entschied, sich weiterhin mit der Angelegenheit zu befassen, was das fortgesetzte Engagement des Rates zur Überwachung und Lösung der Apartheidkrise in Südafrika unterstrich.

## Bedeutung
Die Resolution 392 war Teil der breiteren Bemühungen der internationalen Gemeinschaft, das Apartheidregime zu isolieren und der Anti-Apartheid-Bewegung moralische und politische Unterstützung zu leisten. Obwohl die Resolution keine direkten Sanktionen oder militärischen Maßnahmen verhängte, erhöhte sie den diplomatischen Druck auf die südafrikanische Regierung.
Die Resolution unterstrich zudem die Haltung der Vereinten Nationen, dass die Apartheid ein Verbrechen gegen die Menschlichkeit sei, eine Position, die später auch im internationalen Recht verankert wurde. Sie stärkte die Legitimität des inneren und äußeren Widerstands gegen das Apartheidregime und bereitete den Weg für künftige internationale Aktionen, darunter wirtschaftliche Sanktionen und Waffenembargos.

## Folgen
Trotz der Resolution setzte die südafrikanische Regierung ihre repressiven Maßnahmen zunächst fort. Die zunehmende internationale Isolation Südafrikas, die durch Ereignisse wie den Soweto-Aufstand und die wiederholten Verurteilungen durch die Vereinten Nationen verstärkt wurde, führte jedoch letztlich zu einer stärkeren Isolation des Apartheidregimes. In den folgenden Jahrzehnten trugen der anhaltende Druck der Vereinten Nationen, der interne Widerstand sowie internationale Sanktionen dazu bei, dass die Apartheid schließlich abgeschafft und durch die Wahlen 1994 eine demokratische Regierung in Südafrika eingeführt wurde.